# Fase planetària

Astronomia posicional

La fase planetària o fase d'un planeta o angle de fase és el terme que en astronomia es fa servir per descriure l'aparença de la secció il·luminada d'un planeta. Aquest concepte és una generalització de les fases de la lluna. Com les fases lunars, les fases planetàries depenen de la posició relativa del Sol (o una altra estrella), el planeta i l'observador.
Un astre presenta fases quan la seva porció visible a un observador és il·luminada pel Sol de manera diversa segons els temps.
Per un observador terrestre els planetes o satèl·lits que presenten fases evidents són la Lluna i els planetes interiors (Venus i Mercuri)
Com es veuen des de la Terra, només els planetes inferiors (Mercuri i Venus) poden mostrar un rang complet de fases des de la fase nova (només és visible l'hemisferi del planeta sense il·luminar) a la fase completa. En el cas del planeta Venus, les observacions des de la fase creixent sovint revelen que la porció no il·luminada emet certa quantitat de llum, aquest fenomen es diu llum Ashen, i actualment encara no està explicat.
Vista des de l'espai exterior, la Terra sembla també que travessi fases.
Els planetes superiors (els més allunyats del Sol que no pas la Terra) només es poden veure en fase completa o entre completa i la quarta part, ja que només es poden veure des de la Terra sota angles de fase inferiors als 90 °C i no presenten mai les fases creixents i minvants.